# Ферјарци
Ферјарци, Фарци, Фарани или фарски народ (ферј. Føroyingar), мала су етничка група у северној Европи нордијског порекла. Већина живи на Фарским Острвима (око 45.000), као и у Данској и Норвешкој. Укупно их има око 70.000. По вероисповести су протестанти, а говоре ферјарским језиком који спада у германску групу индоевропске породице језика.